# Saison 2010 des Pirates de Pittsburgh
La Saison 2010 des Pirates de Pittsburgh est la 129e saison professionnelle pour cette franchise (124e saison en ligue majeure).

## Intersaison

### Arrivées
- Chris Jakubauskas. Cédé au ballotage après la saison 2009 par les Mariners de Seattle, Jakubauskas est réclamé par les Pirates de Pittsburgh[1].
- Brendan Donnelly
- Octavio Dotel
- Javier López
- Bobby Crosby
- Akinori Iwamura
- Ryan Church
- Brandon Jones
- Brian Burres

### Grapefruit League
33 rencontres de préparation sont programmées du 3 mars au 3 avril à l'occasion de cet entraînement de printemps 2010 des Pirates.
Avec 7 victoires et 21 défaites, les Pirates terminent 15e de la Grapefruit League et enregistrent la 16e performance des clubs de la Ligue nationale.

## Saison régulière

### Classement
| Ligue nationale (Division Centrale) | V  | D   | %    | GB |
| ----------------------------------- | -- | --- | ---- | -- |
| Reds de Cincinnati                  | 91 | 71  | .562 | -  |
| Cardinals de Saint-Louis            | 86 | 76  | .531 | 5  |
| Brewers de Milwaukee                | 77 | 85  | .475 | 14 |
| Astros de Houston                   | 76 | 86  | .469 | 15 |
| Cubs de Chicago                     | 75 | 87  | .463 | 16 |
| Pirates de Pittsburgh               | 57 | 105 | .352 | 34 |

### Résultats
| Légende              | Légende             | Légende       |
| victoire des Pirates | défaite des Pirates | match reporté |
| -------------------- | ------------------- | ------------- |

#### Avril
Le 22 avril, les Pirates encaissent un lourd 20-0 à domicile face aux Brewers de Milwaukee. Il s'agit de la lourde défaite jamais enregistrée par la franchise en 124 années.

#### Juillet
- Le 31 juillet 2010, le lanceur Octavio Dotel est échangé aux Dodgers de Los Angeles en retour du releveur James McDonald et du voltigeur Andrew Lambo[4].
- Le 31 juillet, le lanceur Javier Lopez est échangé aux Giants de San Francisco en retour du voltigeur John Bowker et du lanceur droitier Joe Martinez[5].
- Le 31 juillet, acquisition du receveur Chris Snyder et de l'arrêt-court Pedro Ciriaco, en provenance des Diamondbacks de l'Arizona. Ces derniers reçoivent en échange le voltigeur Ryan Church, le joueur d'avant-champ Bobby Crosby et le lanceur droitier D. J. Carrasco[6].